# Giuseppe Bonaviri

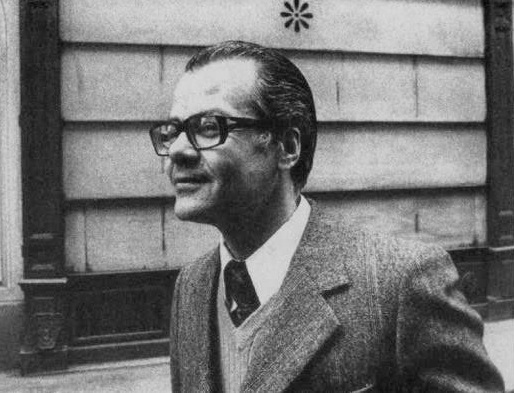
Giuseppe Bonaviri

Giuseppe Bonaviri (* 11. Juli 1924 in Mineo, Sizilien; † 21. März 2009 in Frosinone, Latium) war ein italienischer Schriftsteller.

## Leben und Werk
Bonaviri war das erste von fünf Kindern des sizilianischen Schneiders Don Nanè und der Hausfrau Giuseppina Casaccio. Er studierte in Catania Medizin und arbeitete ab 1957 als Kardiologe in Frosinone bei Rom. Seine schriftstellerischen Werke spielten in seiner Heimat Sizilien; den ersten Roman, Der Schneider von Mineo, veröffentlichte Bonaviri 1954 im Verlag Einaudi. Er soll mehrmals für den Nobelpreis für Literatur vorgeschlagen worden und sogar fünfmal ins „Finale“ gekommen sein. Er veröffentlichte insgesamt neun Romane sowie unzählige Gedichtbände und Erzählungen. Für Die blaue Gasse, in dem er sich an seine eigene Jugend erinnerte, erhielt er in Italien den Premio Vittorini. Von seinem rund 40 Bücher umfassenden Werk wurden bisher fünf ins Deutsche übersetzt.

## Veröffentlichungen (Auszug)
- Der Schneider von Mineo. Eine sizilianische Geschichte. Mit einem Vorwort von Nino Erné. Übers. Sigrid Vagt, Fischer Taschenbuch-Verlag, Stuttgart 1990, ISBN 3-596-29583-1.
- Steine im Fluss. Übers.: Gerda Lederer, ComMedia und Arte-Verl. Mayer, Stuttgart 1992, ISBN 3-924244-23-5.
- Die Olivenbäume von Camuti. Übers.: Irmela Arnsperger, ComMedia & Arte-Verlag, Bretzfeld-Brettach 2000, ISBN 978-3-924244-40-8.
- Die blaue Gasse. Übers.: Annette Kopetzki, C. H. Beck, München 2006, ISBN 978-3406542060.
- Arlecchino 3. Hrsg.: Dagmar Reichardt, C. H. Beck, München 2004, ISBN 978-3924244361.